# Luty 2021

## 28 lutego
- Siły bezpieczeństwa Mjanmy zaczęły gwałtownie rozpraszać ludzi protestujących przeciwko zamachowi stanu oraz usuwać prowizoryczne blokady drogowe. W wyniku użycia ostrej amunicji podczas starć zginęło łącznie 18 demonstrantów w kilku miastach, ponad 30 zostało rannych, a kilku zostało aresztowanych[1].
- W dwóch nocnych atakach Sojuszu Sił Demokratycznych w Boyo i Kainama w Demokratycznej Republice Konga zginęło dziesięciu cywilów, z których ośmiu zostało ściętych, a dwóch zastrzelonych[2].
- Siły bezpieczeństwa Czadu dokonały nalotu na dom przywódcy opozycji Yaya Dillo Djérou w Ndżamena, zabijając jego pięciu krewnych, w tym jego matkę i syna. W oświadczeniu rząd stwierdził, że nalot był operacją mającą na celu aresztowanie Dillo. Ponadto w późniejszych walkach zginęły jeszcze dwie osoby, a pięć zostało rannych[3].
- Policja postawiła 47 (z 55) osobom, aresztowanym w zeszłym miesiącu podczas masowego nalotu, zarzut „działalności wywrotowej”. Oskarżeni to profesor Benny Tai, były ustawodawca James To, aktywista i radny okręgowy Lester Shum oraz politycy i działacze Ligi Socjaldemokratów Leung Kwok-hung i Jimmy Sham[4].
- 16 demonstrantów zostało rannych po tym, jak policja użyła gazu łzawiącego, armatek wodnych i gumowych kul na prodemokratycznych protestujących w pobliżu siedziby premiera Prayutha Chan-ocha w Bangkoku[5].
- Policja w Kazachstanie aresztowała 50 demonstrantów, którzy wzywali do uwolnienia więźniów politycznych zgodnie z rezolucją Parlamentu Europejskiego[6].

## 27 lutego
- Wszystkie 42 osoby, w tym 27 uczniów, którzy zostali porwani ze szkoły z internatem w Kagara w stanie Niger w Nigerii 17 lutego tegoż roku, zostali uwolnieni przez porywaczy[7].

## 26 lutego
- Siły bezpieczeństwa otworzyły ogień do tłumu demonstrantów podczas antyrządowych protestów w An-Nasirijja w Iraku, zabijając co najmniej trzy osoby i raniąc 47 innych[8].
- W katastrofie małego samolotu w Gainesville w stanie Georgia zginęły trzy osoby[9].
- Co najmniej 317 dziewcząt zostało porwanych przez uzbrojonych bandytów, którzy napadli na hostel w szkole średniej w nigeryjskim stanie Zamfara[10].
- Wiceprzewodniczący organizacji pozarządowej spotkał się z 70 członkami Twa i Bantu w Nyunzu w Demokratycznej Republice Konga, aby zapewnić trwały pokój na terytorium Nyunzu[11].
- Arnel Joseph, przywódca haitańskiego gangu, zostaje zabity podczas strzelaniny z policją w L’Estère dzień po ucieczce z więzienia podczas zamieszek. Liczba ofiar tego incydentu wzrosła do 25 osób, w tym wielu cywilów zabitych przez więźniów podczas otwarcia ognia na ulicach miasta. Wśród zabitych znajduje się dyrektor więzienia, sześciu więźniów i policjanci. 60 więźniów, którzy uciekli, zostało schwytanych i aresztowanych, a ponad 200 innych nadal jest na wolności[12].
- Amerykańska Komisja Papierów Wartościowych i Giełd tymczasowo wstrzymała obrót 15 akcjami, z których większość to akcje groszowe, z obawy, że internauci koordynują sztuczne zwiększanie ich wartości[13].

## 25 lutego
- Napastnicy zabili 36 osób, zranili kilka innych i spalili domy podczas ataku na dwie wioski w stanach Kaduna i Katsina w północnej Nigerii. Kilku napastników zginęło podczas operacji powietrznej przeprowadzonej przez siły bezpieczeństwa[14].
- Co najmniej 14 osób zginęło w miejscu kultu religijnego w Bambari w Republice Środkowoafrykańskiej podczas starć między grupami zbrojnymi i siłami bezpieczeństwa[15].
- Dziewięciu żołnierzy zginęło, a dziewięciu zostało rannych (w tym pięciu poważnie) podczas wymiany ognia z grupami zbrojnymi w Bandiagarze w Mali[16].
- Na polecenie prezydenta Joego Bidena armia USA przeprowadziła naloty na struktury wspieranej przez Iran milicji Kata’ib Hezbollah w Abu Kamal w Syrii, zabijając 17 bojowników Sił Mobilizacji Ludowej. Naloty określono jako odwet za niedawny atak rakietowy w Irbilu w Iraku, w którym zginęły dwie osoby, a 13 zostało rannych, w tym amerykański personel wojskowy[17].
- Siedmiu cywilów zostało zabitych przez milicję CODECO w sektorze Banyari Kilo w mieście Djugu w Demokratycznej Republice Konga[18].
- Indie i Pakistan wydały wspólne oświadczenie, w którym zaznaczyli, że obie strony zgadzają się zaprzestać strzelania do siebie nawzajem na spornej granicy w Kaszmirze[19].

## 24 lutego
- Bojownicy Boko Haram wystrzelili serię rakiet w Maiduguri w stanie Borno w Nigerii, zabijając 10 cywilów i raniąc innych[20].
- Południowoafrykańskie miasto Port Elizabeth zostaje formalnie przemianowane na „Gqeberha”, od nazwy rzeki Baakens (która przepływa przez miasto) w języku xhosa. Port lotniczy Port Elizabeth również został przemianowany na "Chief Dawid Stuurman International Airport", po Davidzie Stuurmanie. Zmiany nazw są częścią szerszej kampanii mającej na celu usunięcie nazw z epoki kolonialnej i apartheidu na Wschodnim Przylądku[21].
- Władze w Niemczech i Belgii przechwyciły ponad 23 tony kokainy o wartości miliardów dolarów w ramach międzynarodowej operacji, w wyniku której doszło do jednego aresztowania. Według władz jest to największa ilość kokainy, jaką kiedykolwiek skonfiskowano w Europie. Policja poinformowała, że kontenery przybyły na statku z Paragwaju przez Tanger i Rotterdam[22].
- Naukowcy odkryli w Uzbekistanie Dzharatitanis kingi, skamielinę dinozaura podobną do diplodoka. Jest to pierwszy tego typu dinozaur odkryty w Azji[23].

## 23 lutego
- Bojownicy ADF zabili 13 osób podczas dwóch ataków w mieście Beni w Kiwu Północnym w Demokratycznej Republice Konga[24].
- W Mediolanie mężczyzna zaatakował nożem i zranił dwóch policjantów oraz próbował dodatkowo zranić dwóch przechodniów, którym jednak udało się uciec. Napastnik został zastrzelony przez policję[25].
- Malezja deportowała 1086 obywateli Birmy z powrotem do Mjanmy, przeciwstawiając się rozkazowi Sądu Najwyższego w Kuala Lumpur wstrzymującym ich deportację w świetle zamachu stanu z 1 lutego tegoż roku[26].
- Facebook odblokował australijskie strony informacyjne po tym, jak rząd australijski zaproponował zwolnienie go z News Media Bargaining Code, jeśli Facebook, Inc. zawrze wystarczającą liczbę prywatnych umów, aby zapłacić australijskim firmom informacyjnym za ich treść[27].
- Ostatni pomnik hiszpańskiego dyktatora Francisco Franco, znajdujący się w mieście Melilla, został usunięty[28].
- Polski satelita PW-Sat2 zdeorbitował po 813 dniach w kosmosie. W grudniu 2018 roku otworzył specjalny żagiel, którego celem była jak najszybsza deorbitacja satelity[29].

## 22 lutego
- Rwandyjski polityk opozycyjny Seif Bamporiki został zabity w swoim samochodzie pojedynczą kulą wystrzeloną przez bandytę w Kapsztadzie w Południowej Afryce, gdzie mieszkał na wygnaniu[30].
- Po 28 latach francuski duet Daft Punk (Guy-Manuel de Homem-Christo i Thomas Bangalter) zakończył swoją działalność. Zespół zamieścił na swoim kanale w serwisie YouTube pożegnalne nagranie zatytułowane "Epilog". Ponadto informację o zakończeniu kariery Daft Punk potwierdził w rozmowie z amerykańskim magazynem „Variety” publicysta od lat współpracujący z muzykami[31][32].
- Gubernator Philip Murphy podpisał ustawę, w wyniku której New Jersey stał się 14. stanem, który zalegalizował rekreacyjną marihuanę[33].

## 21 lutego
- Siedmiu członków komisji wyborczej zostało zabitych, a trzech innych zostało rannych w eksplozji miny lądowej w Tillabéri w Nigrze. Atak miał miejsce tego samego dnia, co druga tura wyborów prezydenckich[34].
- W katastrofie samolotu wojskowego King Air 350 nigeryjskich Sił Powietrznych zginęło siedem osób. Samolot rozbił się podczas podchodzenia do lądowania na międzynarodowym lotnisku w Abudży w Nigerii[35].
- W wyniku katastrofy odrzutowca Learjet 45 meksykańskich sił powietrznych w gminie Emiliano Zapata w stanie Veracruz zginęło sześciu członków załogi[36].
- Władze Izraela zablokowały dostęp do śródziemnomorskich plaż po wycieku ropy do morza, który zdewastował ponad 100 mil wybrzeża kraju. Izraelski Zarząd Ochrony Przyrody i Parków Narodowych nazwał wyciek „jedną z najpoważniejszych katastrof ekologicznych” w historii kraju. Przyczyna wycieku nie jest obecnie znana[37].
- Międzynarodowa Agencja Energii Atomowej osiągnęła porozumienie z Iranem, aby umożliwić inspektorom wznowienie monitorowania ich programu jądrowego przez maksymalnie trzy miesiące. Jednak umowa zabrania przeprowadzania szybkich inspekcji, a także zabrania przeglądania materiałów filmowych wykonanych w obiektach jądrowych[38].
- W turnieju tenisowym Australian Open w grze pojedynczej mężczyzn tryumfował rozstawiony z numerem 1 Serb Novak Đoković pokonując Rosjanina Daniiła Miedwiediewa 7:5; 6:2; 6:2[39]. W grze podwójnej mężczyzn zwyciężyli Chorwat Ivan Dodig i Słowak Filip Polášek[40].
- Zakończyły się 46. Mistrzostwa Świata w Narciarstwie Alpejskim. Po dwa złote medale zdobyli: Szwajcarka Lara Gut-Behrami[41], Norweg Sebastian Foss Solevåg, Francuz Mathieu Faivre oraz Austriacy Katharina Liensberger[42] i Vincent Kriechmayr. W klasyfikacji generalnej państw wygrała Austria przed Szwajcarią i Francją.
- Zakończyły się 52. Mistrzostwa Świata w Biathlonie. Najwięcej złotych medali wywalczyli reprezentanci Norwegii, 4 tytuły mistrza świata zdobyli Tiril Eckhoff i Sturla Lægreid[43].

## 20 lutego
- Dwie osoby zginęły, a 40 zostało rannych w starciach między policją a demonstrantami w Mandalaj, gdzie policja użyła ostrej amunicji w celu stłumienia protestujących i zmuszenia pracowników do powrotu do pracy[44].
- Według Syryjskiego Obserwatorium Praw Człowieka podczas co najmniej 130 rosyjskich nalotów na Pustyni Syryjskiej zginęło 21 członków Państwa Islamskiego w ciągu ostatnich 24 godzin[45].
- Trzy osoby zginęły, w tym strzelec, a dwie inne zostały ranne podczas strzelaniny w sklepie z bronią i na strzelnicy w Metairie w stanie Luizjana[46].
- W rywalizacji w grze pojedynczej kobiet podczas Australian Open wygrała Japonka Naomi Ōsaka pokonując Amerykankę Jennifer Brady 6:4; 6:3[47][48]. W grze mieszanej najlepsi okazali się Czeszka Barbora Krejčíková i Amerykanin Rajeev Ram, wygrywając mecz finałowy z Australijczykami Samanthą Stosur i Matthew Ebdenem[49][50].

## 19 lutego
- Dwóch policjantów zostało zabitych przez niezidentyfikowane osoby z bliskiej odległości w mieście Śrinagar w Dżammu i Kaszmir w Indiach[51].
- Stany Zjednoczone formalnie ponownie przyłączyły się do porozumienia paryskiego, 107 dni po wyjściu z porozumienia klimatycznego[52].
- Sąd Najwyższy Wielkiej Brytanii jednogłośnie nakazał Uberowi klasyfikowanie swoich kierowców jako pracowników, uprawniając ich do minimalnego wynagrodzenia i płatnego urlopu[53].
- Kapitalizacja rynkowa Bitcoina po raz pierwszy osiągnęła 1 bilion dolarów[54].
- Australian Open: w turnieju kobiecego debla wygrały Belgijka Elise Mertens i Białorusinka Aryna Sabalenka[55].

## 18 lutego
- Sekretarz generalny NATO Jens Stoltenberg zapowiedział zwiększenie liczby personelu NATO w Iraku z 500 do około 4000 ludzi w związku ze wzrostem aktywności Państwa Islamskiego w tym kraju. Według Stoltenberga misja szkoleniowa zostanie rozszerzona na więcej obszarów poza Bagdadem i obejmie więcej irackich instytucji bezpieczeństwa[56].
- Administracja Bidena uchyliła sankcje ONZ nałożone na Iran przez jego poprzednika Donalda Trumpa, postrzegane jako potencjalny krok w kierunku ponownego przyłączenia się do Joint Comprehensive Plan of Action. Reszta świata zignorowała nagłą zmianę sankcji[57].
- Alphabet Inc. zgodził się zacząć płacić News Corp za treści informacyjne. Dyrektor generalny News Corp, Robert Thomson, uważa, że projekt Australijskiej Komisji Konkurencji i Konsumentów (ACCC) umożliwił zawarcie transakcji[58].
- Koalicja firm technologicznych, w tym Facebook, Google i Amazon, a także Izba Handlowa Stanów Zjednoczonych, złożyła pozew federalny przeciwko stanowi Maryland o nałożenie podatku obrotowego brutto od reklam cyfrowych przez firmy niebędące mediami. Jest to pierwszy tego rodzaju podatek w kraju[59].
- Łazik Perseverance z powodzeniem wylądował na Marsie w ramach misji Mars 2020[60].

## 17 lutego
- Jeden z uczniów zostaje zabity, a 27 innych zostaje porwanych ze szkoły we wczesnych godzinach porannych w Kagara w stanie Niger w Nigerii. Uprowadzono także trzech pracowników szkoły i ich 12 krewnych. Nikt nie przyznał się do ataku[61].
- Astronomowie ogłosili odkrycie HD 110082 b, egzoplanety sub-Neptuna (planety o mniejszym promieniu lub mniejszej masie niż Neptun), która jest trzy razy większa od Ziemi i krąży wokół stosunkowo młodej gwiazdy[62].

## 16 lutego
- Tornado w hrabstwie Brunswick w Karolinie Północnej zabiło 3 osoby i raniło 10 innych[63].
- W wyniku burzy zimowej (znanej jako "Winter Storm Uri") w Ameryce Północnej w dniach 13–16 lutego, zginęło co najmniej 20 osób. Ponadto nawałnica spowodowała przerwy w dostawie prądu dla milionów ludzi w całych Stanach Zjednoczonych[64].

## 15 lutego
- W wyniku zatonięcia barki pasażerskiej na rzece Kongo w prowincji Mai-Ndombe w Demokratycznej Republice Konga, zginęło co najmniej 60 osób, a 240 uznano za zaginione. Co najmniej 300 osób zostało uratowanych[65].
- Co najmniej 37 osób zginęło po tym, jak autobus spadł z mostu do kanału w stanie Madhya Pradesh w Indiach[66].
- Według Syryjskiego Obserwatorium Praw Człowieka w wyniku Izraelskich nalotów na irańską broń i składy rakiet w pobliżu Damaszku w Syrii zginęło sześciu obcokrajowców. Trafiona została również kwatera główna 4. Dywizji Pancernej armii syryjskiej[67].
- Wiele rakiet spadło w pobliżu międzynarodowego lotniska Irbil w regionie Kurdystanu w Iraku, w wyniku czego zginął jeden cywil, a dziewięciu innych zostało rannych, w tym członek służby USA[68].

## 14 lutego
- W trzydniowej operacji wojskowej przeciwko kurdyjskim bojownikom w regionie Gara w Iraku zginęło 48 bojowników PKK, 13 tureckich cywilów i dwóch tureckich żołnierzy[69].
- Bojownicy Sojuszu Sił Demokratycznych najechali miasto Ndalya w prowincji Ituri w Demokratycznej Republice Konga, zabijając 11 cywilów i trzech członków sił zbrojnych[70].

## 13 lutego
- Co najmniej czterech pracowników sił bezpieczeństwa, w tym dowódca, zostaje zabitych we wschodnim i południowym Afganistanie, gdzie nasiliły się starcia z niezidentyfikowaną grupą terrorystyczną. Ponadto w Kandaharze eksplodował HMMWV wypełniony materiałami wybuchowymi, w wyniku czego zostało rannych siedmiu policjantów[71].
- W wyniku serii poważnych incydentów pogodowych w północnych Włoszech zginęły cztery osoby, a 25 zostało rannych[72].
- Trzęsienie ziemi o magnitudzie 7,3 miało miejsce u wybrzeża Japonii w pobliżu prefektury Fukushima i Miyagi. Co najmniej 110 osób zostało rannych oraz wybuchło wiele pożarów. Hipocentrum wstrząsu znajdowało się na głębokości 36 km. Wstrząsy były odczuwalne w Tokio[73].
- Senat Stanów Zjednoczonych zagłosował 57–43 za uniewinnieniem byłego prezydenta Donalda Trumpa po raz drugi. Spośród stu senatorów 57 zagłosowało za impeachmentem, w tym siedmiu Republikanów. W wyniku tego nie udało się osiągnąć ⅔ wszystkich głosów, potrzebnych do postawienia polityka w stan oskarżenia[74][75].
- Po dymisji premiera Włoch Giuseppe Contego urzędowanie rozpoczął nowy rząd, na którego czele stanął Mario Draghi[76][77].
- Archeolodzy egipscy i amerykańscy odkryli starożytny browar (produkujący na masową skalę) w starożytnym egipskim mieście Abydos, pochodzący prawdopodobnie z okresu wczesnodynastycznycznego. Mostafa Waziri, sekretarz generalny egipskiej Najwyższej Rady ds. Starożytności, stwierdził, że jest to „najstarszy browar o dużej produkcji na świecie”[78].

## 12 lutego
- Wystąpiło trzęsienie ziemi o sile 5,9 w skali Richtera, 35 km na zachód od miasta Murgob w Tadżykistanie. Wstrząsy były odczuwalne w północnych Indiach i Pakistanie[79].

## 11 lutego
- Sześć osób zginęło, a kilkadziesiąt zostało rannych podczas karambolu na autostradzie międzystanowej I35 po burzy lodowej w pobliżu Fort Worth w Teksasie w Stanach Zjednoczonych. Zderzyło się ponad 130 samochodów[80].
- Według Inter-Services Public Relations w ataku na placówkę bezpieczeństwa w Południowym Waziristanie zginęło czterech żołnierzy pakistańskich i czterech bojowników[81].
- Trzech żołnierzy tureckich zostało zabitych przez separatystów PKK w irackim Kurdystanie[82].
- Chiny i Indie wycofały swoje wojska wokół jeziora Banggong Co w spornym obszarze wschodniego Kaszmiru po długotrwałych rozmowach między dwoma krajami. Sytuacja w regionie jest napięta od czasu, gdy w 2020 roku zginęły dziesiątki osób w wyniku starć granicznych[83].
- Pandemia COVID-19: Według stanu na 11 lutego liczba potwierdzonych zachorowań na całym świecie przekroczyła 108 milionów osób, zaś liczba zgonów to ok. 2,4 miliona[84].
- Pandemia COVID-19 w Polsce: liczba potwierdzonych zgonów przekroczyła 40 tys., przy ponad 1570 tys. zakażeń[85].
- W finale klubowych mistrzostw świata w piłce nożnej Bayern Monachium pokonał 1–0 Tigres UANL[86].

## 10 lutego
- W czterech zamachach bombowych w stolicy Afganistanu, Kabulu, zginęły co najmniej cztery osoby, w tym komendant okręgowy policji i jego ochroniarz; trzy osoby zostały ranne[87].
- Prezydent USA Joe Biden zapowiedział sankcje na przywódców wojskowych, którzy kierowali zamachem stanu w Mjanmie[88].
- Trzęsienie ziemi o sile 7,7 w skali Richtera nawiedziło prowincję Wysp Lojalności w Nowej Kaledonii. Epicentrum trzęsienia znajdowało się ok. 400 km na południowy wschód od archipelagu, na głębokości 10 km. Wydano ostrzeżenie o możliwym tsunami o wysokości do 1 m dla Vanuatu i Fidżi; wcześniejsze ostrzeżenie obejmowało również Samoa Amerykańskie[89][90][91].
- Sonda kosmiczna Tianwen-1 Chińskiej Narodowej Agencji Kosmicznej weszła na orbitę planetarną wokół Marsa. Jest to pierwszy chiński statek kosmiczny, który dotarł na Marsa. Ponadto w maju tego roku zostanie wysłany łazik do zbadania powierzchni planety[92].

## 9 lutego
- Pięć osób zginęło w dwóch atakach na pracowników rządowych w Kabulu, w tym szefa departamentu prowincji Ministerstwa Rehabilitacji i Rozwoju Obszarów Wiejskich[93].
- Narodowa Rada Bezpieczeństwa Transportu zakończyła swoje dochodzenie w sprawie wypadku, w którym zginął były zawodowy koszykarz Kobe Bryant i osiem innych osób prawie rok wcześniej, podając błąd pilota i dezorientację przestrzenną jako przyczynę katastrofy[94].
- Rozpoczął się drugi proces impeachmentu byłego prezydenta Stanów Zjednoczonych Donalda Trumpa. Z kolei Senat Stanów Zjednoczonych przegłosował 56–44, aby kontynuować proces impeachmentu, odrzucając twierdzenia prawników Trumpa, że postępowanie jest niezgodne z konstytucją[95][96].
- Statek kosmiczny Agencji Kosmicznej Zjednoczonych Emiratów Arabskich "Hope" dotarł na orbitę wokół Marsa. Sonda kosmiczna zbada klimat planety i zjawiska meteorologiczne, takie jak burze piaskowe[97].

## 8 lutego
- Siły Huti wznowiły ofensywę przeciwko miastu Maʼrib, ostatnim bastionie uznawanego na arenie międzynarodowej rządu jemeńskiego w północnym Jemenie. Rządowe źródło podało, że 20 prorządowych bojowników zginęło, a 28 zostało rannych po odparciu „pięciu ataków” w ciągu ostatnich 24 godzin[98].
- 24 pracowników zginęło w wyniku porażenia prądem w tajnej fabryce tekstyliów w prywatnym domu w Tangerze w Maroku. 10 innych osób zostało uratowanych i hospitalizowanych[99].

## 7 lutego
- Oderwanie się lodowca w Jyotirmath w Indiach spowodowało gwałtowne powodzie w dystrykcie Chamoli w stanie Uttarakhand wzdłuż rzek Alaknanda i Dhauliganga. Zginęło 26 osób, a 200 kolejnych uznano za zaginione[100].
- W wyniku wybuchu przydrożnej bomby w Dhuusamarreeb w Somalii zginęło 12 agentów Narodowej Agencji Wywiadu i Bezpieczeństwa[101].
- Trzęsienie ziemi o sile 6,1 w skali Richtera maiało miejsce w południowej prowincji Davao del Sur na Filipinach. Ziemia zatrzęsła się ok. południa czasu lokalnego na głębokości 24,6 km; epicentrum znajdowało się 2 km na wschód od miasta Magsaysay na Mindanao. Nie zgłoszono zniszczeń oraz ofiar śmiertelnych[102].
- W meczu finałowym 55. Super Bowl, rozgrywek zawodowej ligi futbolu amerykańskiego National Football League, triumfowała drużyna Tampa Bay Buccaneers pokonując Kansas City Chiefs 31:9. Było to pierwsze w historii Super Bowl zwycięstwo drużyny grającej na własnym stadionie. Najwartościowszym graczem meczu wybrano quarterbacka drużyny z Florydy Toma Brady’ego[103].

## 6 lutego
- W zasadzce na konwój rebeliantów MNDAA w stanie Szan w Mjanmie zginęło dziewięciu cywilów i trzech policjantów, a 13 osób zostało rannych[104].
- 11 osób zginęło w wyniku przewrócenia się drewnianej łodzi w jeziorze w prowincji Anhui, we wschodnich Chinach. Trzy osoby zostały uratowane[105].
- Czterech narciarzy zginęło, a czterech zostało rannych w lawinie w Millcreek Canyon w stanie Utah w Stanach Zjednoczonych[106].
- W zamachu bombowym na hinduski sklep w Kabulu w Afganistanie zginęły trzy osoby. W ostatnich latach nasiliły się ataki na mniejszości hinduskie i sikhijskie, głównie ze strony bojowników Państwa Islamskiego[107].
- Kubańska Rada Ministrów zatwierdziła środek zezwalający na działalność prywatną w większości sektorów[108].

## 5 lutego
- Jedna osoba zginęła, a 10 zostało rannych w wyniku ataków w Croydon w Londynie[109].
- Naukowcy z niemiecko–madagaskarskiej ekspedycji ogłosili odkrycie jaszczurki Brookesia nana znalezionej na Madagaskarze. Ciało samca ma zaledwie 13,5 mm (0,5 cala) długości, co czyni go potencjalnie najmniejszym gadem na Ziemi[110].

## 4 lutego
- Prezydent Joe Biden zapowiedział, że Stany Zjednoczone przestaną wspierać Arabię Saudyjską podczas jej interwencji w Jemenie. Zapowiedział jednak, że USA nadal będą atakować cele Al-Ka’idy w tym kraju[111].

## 3 lutego
- Dziewięciu żołnierzy zginęło, a sześciu zostało rannych podczas zasadzki w pobliżu wioski Boni w regionie Mopti w Mali. Zginęło również 20 napastników[112].
- Czterech tunezyjskich żołnierzy zginęło w wyniku wybuchu miny lądowej podczas operacji antyterrorystycznej na górze Mghila w środkowej Tunezji[113].
- Minister bezpieczeństwa publicznego Kanady Bill Blair ogłosił 13 grup jako organizacje terrorystyczne, w tym amerykańską prawicową grupę Proud Boys i organizacje białej supremacji, takie jak Russian Imperial Movement, Atomwaffen Division oraz The Base. W związku z tym Kanada stała się pierwszym krajem, który ogłosił Proud Boys organizacją terrorystyczną[114][115].
- General Motors ogłosiło zawieszenie działalności w swoich zakładach montażowych Fairfax, Ingersoll i San Luis Potosí z powodu globalnego niedoboru półprzewodników[116].

## 2 lutego
- Dwóch agentów FBI zginęło, a trzech zostało rannych podczas strzelaniny w Sunrise na Florydzie. Bandyta zostaje później znaleziony martwy[117].
- Podczas strzelaniny w domu w Muskogee w stanie Oklahoma zginęło pięcioro dzieci i jeden dorosły, a jedna osoba została ranna[118].
- Senat Stanów Zjednoczonych przegłosował 50–49 za przyjęciem uchwały budżetowej, która pozwoli Demokratom na przyjęcie pakietu pomocy prezydenta Joego Bidena w wysokości 1,9 biliona dolarów bez wsparcia Republikanów[119].
- Senat USA przegłosował wybór Pete’a Buttigiega na stanowisko sekretarza transportu oraz Alejandro Mayorkasa na sekretarza bezpieczeństwa krajowego[120][121].
- Założyciel Amazonu, Jeff Bezos, ogłosił, że ustąpi ze stanowiska dyrektora generalnego(CEO) w trzecim kwartale 2021 roku. Zastąpi go Andy Jassy, obecny dyrektor generalny Amazon Web Services[122].

## 1 lutego
- 12 osób zginęło w wyniku zatonięcia dwóch statków w pobliżu portu w mieście Tumaco na wybrzeżu Pacyfiku w Kolumbii[123].
- Grupa wojskowych pod dowództwem Min Aung Hlainga przeprowadziła udany zamach stanu. Prezydent Win Myint i premier Aung San Suu Kyi zostali aresztowani[124].
- W dniu swoich 109 urodzin major Leon Kaleta został odznaczony Krzyżem Kawalerskim Orderu Odrodzenia Polski[125].